# چیچی خوار
چیچی خوار(به کردی: چیچی خوار، Çîçî xwar) روستایی از توابع بخش زیویه در شهرستان سقز است که در استان کردستان ایران قرار دارد.

## جمعیت
این روستا در دهستان صاحب واقع شده و براساس سرشماری سال ۱۳۸۵، جمعیت آن ۱۴۷ نفر (۲۸ خانوار)، است.